# Anthocomus equestris

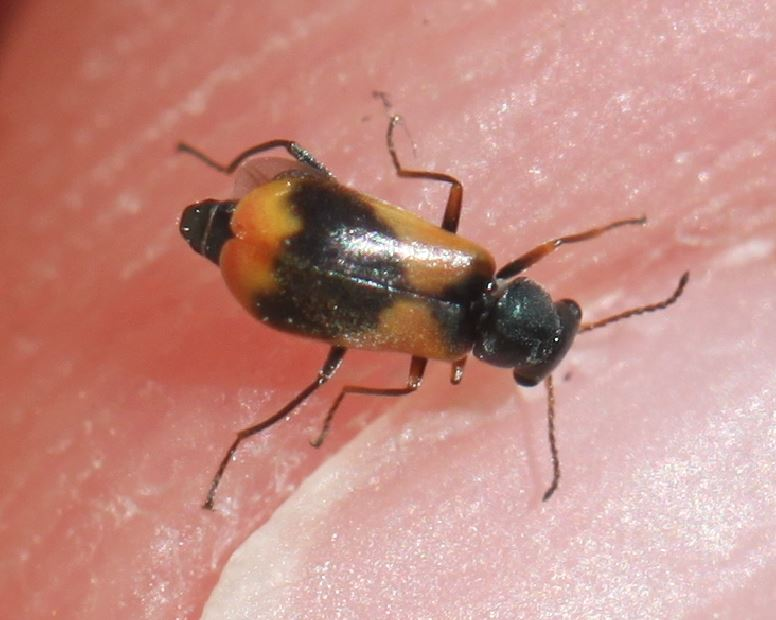
Hellere Form

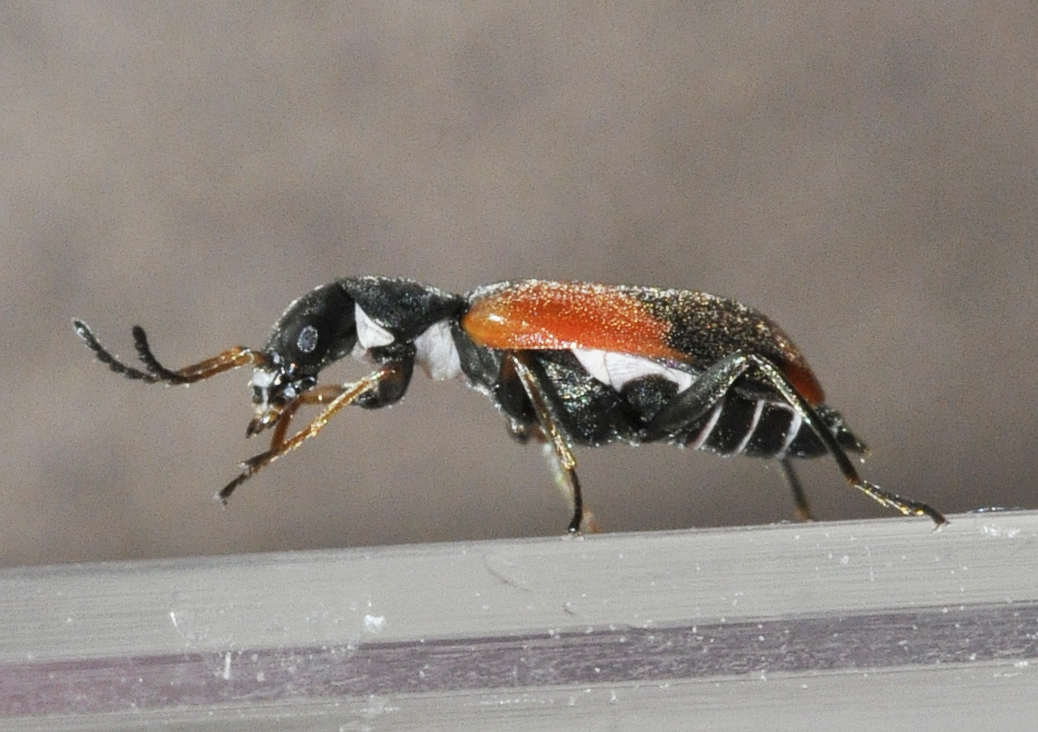
Seitenansicht

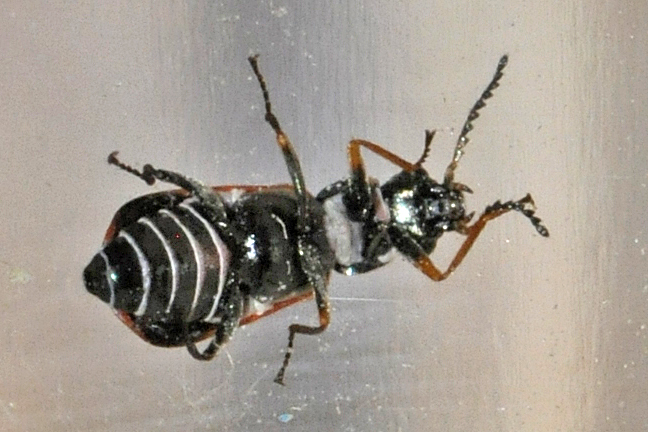
Ventralansicht

Anthocomus equestris, syn. Anthocomus bipunctatus, ist ein Käfer aus der Unterfamilie der Zipfelkäfer (Malachiinae) innerhalb der Familie Melyridae.

## Merkmale
Die schlanken schwarzen Käfer besitzen eine Körperlänge von etwa 3 mm. Die Fühlerbasis bei den Vertretern der Gattung Anthocomus befindet sich nicht zwischen, sondern vor den Augen. Kopf und Halsschild sind schwarz. Die rot bis gelb gefärbten Flügeldecken weisen einen schwarzen Skutellarfleck sowie auf der hinteren Hälfte ein breites schwarzes Querband auf. Die Anhänge im Excitator sind nach oben gerichtet. Die Endglieder der Fühler sind dunkel, ansonsten gelbbraun. Die vorderen und mittleren Femora sind an der Basis dunkel, ansonsten sind die Beine gelbbraun gefärbt. Die hinteren Beine sind meist komplett dunkel gefärbt. Es gibt abweichende Färbungen innerhalb der Art.

## Verbreitung
Anthocomus equestris ist in der westlichen Paläarktis heimisch. In Mitteleuropa ist die Art verbreitet und häufig. In Nordamerika wurde die Art eingeschleppt. Dort kommt sie in Ontario (Kanada) sowie im Nordosten der Vereinigten Staaten vor.

## Lebensweise
Man beobachtet die Käfer zwischen Februar und Juni. Die eurytope Art findet man bevorzugt an Waldrändern und Hecken sowie in Heidelandschaften. Die Käfer werden häufig in Wohnungen angetroffen. Die Käfer ernähren sich überwiegend von Pollen, die Larven von Kleinlebewesen. Als eine weitere Nahrungsquelle werden Pilzsporen an pilzbefallenen Ästen genannt.